# Robert Todd Lincoln
Pour les articles homonymes, voir Lincoln.
Robert Todd Lincoln, né le 1er août 1843 à Springfield (Illinois) et mort le 26 juillet 1926 à Manchester (Vermont), est un homme politique américain, fils aîné d'Abraham Lincoln, président des États-Unis et de Mary Todd Lincoln. Il est le seul de ses quatre fils à atteindre l'âge adulte.
Membre du Parti républicain, il est secrétaire à la Guerre entre 1881 et 1885 dans l'administration du président James A. Garfield puis dans celle de son successeur Chester A. Arthur et ambassadeur des États-Unis au Royaume-Uni entre 1889 et 1893.

## Biographie
Robert Todd Lincoln suit des études de droit à l'université Harvard. Il sert comme capitaine dans l'armée de l'Union pendant les derniers jours de la guerre civile américaine. Après avoir terminé ses études de droit à Chicago, il ouvre un cabinet d'avocats prospère, devenant riche en représentant des entreprises clientes. Après la guerre, il épouse Mary Eunice Harlan, la fille d'un sénateur américain.
Après avoir décliné en 1877 le poste de secrétaire d'État adjoint proposé par le président Rutherford B. Hayes, il est secrétaire à la Guerre de 1881 à 1885 sous les présidences de James Garfield (il est l'un des témoins oculaires de son assassinat par Charles J. Guiteau, le 2 juillet 1881) et Chester Arthur puis plus tard ambassadeur au Royaume-Uni de 1889 à 1893. Avocat de formation, il retourne dans le privé ensuite, devenant le conseiller de George Pullman puis à la mort de celui-ci, le président de la compagnie Pullman jusqu'à sa mort en 1926. Une de ses dernières apparitions publiques est l'inauguration du Lincoln Memorial à Washington D.C. en 1922.
De 1884 à 1912, son nom est plusieurs fois sérieusement cité pour être le candidat du Parti républicain à la présidence ou à la vice-présidence des États-Unis mais il décline toujours, indiquant publiquement qu'il n'est pas intéressé. Il meurt à Hildene, sa propriété de Manchester dans le Vermont et est enterré au cimetière national d'Arlington.

## Famille
Robert Todd Lincoln a trois enfants :
- Mary Lincoln (1869-1938), d'où un fils : Lincoln Isham (1892-1971) sans descendance ;
- Abraham Lincoln II dit « Jack » (1873-1890) ;
- Jessie Harlan Lincoln (1875-1948), d'où deux enfants : Mary Lincoln Beckwith dite "Peggy" (1898-1975) et Robert Todd Lincoln Beckwith dit "Bud" (1904-1985), sans descendance[1].

## Postérité
Robert Lincoln était par coïncidence soit présent soit à proximité lorsque trois assassinats présidentiels ont eu lieu.
- Lincoln n'était pas présent au Ford's Theatre lorsque son père a été assassiné, mais il était à la Maison Blanche à proximité et s'est précipité pour être avec ses parents.  Le président a été transféré à la maison Petersen après la fusillade, où Robert s'est rendu sur le lit de mort de son père.
- À l'invitation du président James A. Garfield, Lincoln était à la gare de Sixth Street à Washington, DC, lorsque le président a été abattu par Charles J. Guiteau le 2 juillet 1881, et était un témoin oculaire de l'événement.  Lincoln était alors secrétaire à la Guerre de Garfield.
- À l'invitation du président William McKinley, Lincoln était à l'Exposition panaméricaine de Buffalo, New York, où le président a été abattu par Leon Czolgosz le 6 septembre 1901, bien qu'il n'ait pas été un témoin oculaire de l'événement ;  il se trouvait juste à l'extérieur du bâtiment où la fusillade a eu lieu.
Lincoln lui-même a reconnu ces coïncidences.  Il aurait refusé une invitation présidentielle ultérieure avec le commentaire suivant : « Non, je n'y vais pas, et ils feraient mieux de ne pas me demander, car il y a une certaine fatalité à propos des fonctions présidentielles lorsque je suis présent ».
La mer de Lincoln en Arctique est nommée en son hommage.
Il est incarné par Joseph Gordon-Levitt dans le film Lincoln, en 2012.

## Source
- (en) Cet article est partiellement ou en totalité issu de l’article de Wikipédia en anglais intitulé « Robert Todd Lincoln » (voir la liste des auteurs).